# Borough of Darlington

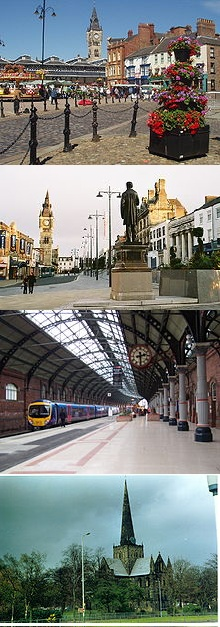
Darlington

Darlington ist eine Unitary Authority mit dem Status eines Borough in der Grafschaft Durham in England. 

## Civil parishes
- Archdeacon Newton, Barmpton, Bishopton, Brafferton, Coatham Mundeville, Denton, East and West Newbiggin, Great Burdon, Great Stainton, Heighington, High Coniscliffe, Houghton Le Side, Hurworth, Killerby, Little Stainton, Low Coniscliffe and Merrybent, Middleton St. George, Morton Palms, Neasham, Piercebridge, Sadberge, Summerhouse, Walworth und Whessoe.[2]